# Національна художня галерея (Софія)
Національна художня галерея Болгарії (болг. Национална художествена галерия) — національний музей образотворчого мистецтва в місті Софія, Болгарія. Галерея заснована в 1948 році на базі колекцій Софійської міської художньої галереї та з 1952 року розташована в колишньому царському палаці на площі князя Олександра Баттенберга. В тій же будівлі перебуває Національний етнографічний музей.

## Історія
Королівський палац, типовий зразок архітектури Другої імперії з посиланням до замкової архітектури. Був побудований у два етапи, перший тривав між 1880 і 1882 роками під час правління князя Олександра Баттенберга, коли над будівлею працювали австро-угорські архітектори під керівництвом Віктора Румпельмаєра. Він був урочисто відкритий 26 грудня 1882 року і складався з репрезентативної частини палацу, охоплював адміністративний перший поверх, бальні зали нагорі та службовий третій поверх. На другому етапі, за часів князя (пізніше царя) Фердинанда, віденським архітектором Фрідріхом Грюнангером було збудовано східне крило палацу, який вніс елементи віденського необароко. У східному крилі розташовувалися апартаменти королівської сім'ї, але також були розташовані деякі службові приміщення (зокрема, старовинний ліфт). 
Після скасування монархії та встановлення комуністичного уряду в Болгарії після Другої світової війни більша частина палацу була передана Національній художній галереї, оскільки її будівля була зруйнована бомбардуваннями в 1943 і 1944 роках. Усі картини, які в ньому зберігалися, були збережені, і разом із королівською колекцією мистецтва, яка вже була виставлена в палаці, склали фонд Національної картинної галереї.

## Колекція
У розташованій на другому поверсі експозиції відвідувачі можуть побачити близько 150 творів болгарських художників від епохи Відродження до 1960-х років. Серед них Захарій Зограф, Златьо Бояджиєв, Іван Мілєв, Владимир Димитров-Майстора. На третьому поверсі представлені роботи скульпторів. Національна художня галерея також має експозицію {[іконопис]]у, розташовану в крипті кафедрального собору Олександра Невського. У залах художньої галереї часто проводяться семінари, концерти та наукові конференції, виставки сучасного болгарського живопису.
Сьогодні в музеї близько 50 тисяч одиниць зберігання — живопис, графіка та скульптура роботи більш ніж 3 тисяч авторів. Колекції закордонного образотворчого мистецтва в 1985 році були передані щойноствореній Національній галереї зарубіжного мистецтва.